# Bummelstudent

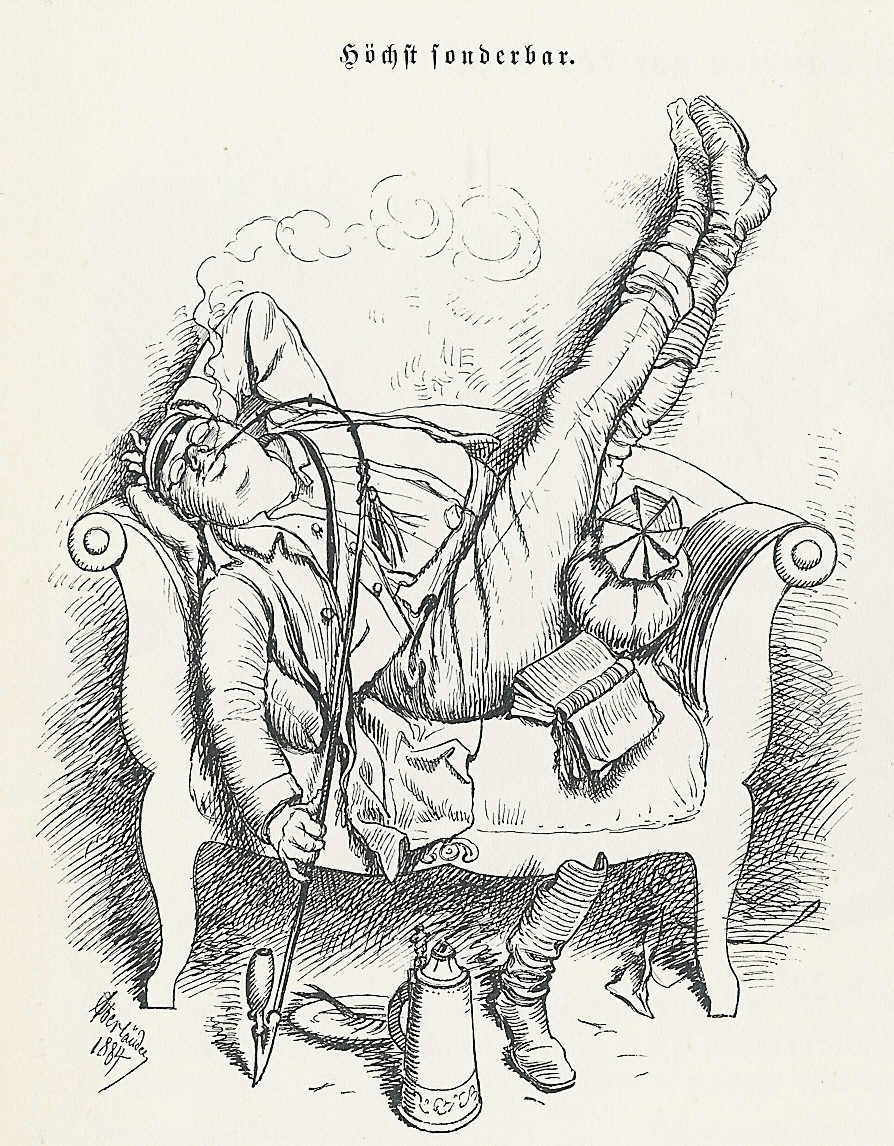
Höchst sonderbar, Karikatur des Studentenlebens von 1884

Bummelstudent ist die umgangssprachliche Bezeichnung für einen Studenten, der die Freiheiten des Studentenlebens nicht dazu verwendet, seinem Studium nachzugehen, sondern den Verlockungen der Möglichkeiten einer intensiven Freizeitgestaltung nachgibt. Bummelstudenten zeichnen sich durch eine überdurchschnittlich lange Studiendauer und geringe Studienleistungen aus. Sie legen oftmals kein Examen ab (Studienabbrecher) oder legen es erst später als andere ab.
Der Ausdruck Langzeitstudent umfasst dagegen Studenten, die die Regelstudienzeit überschreiten.

## Bummelstudenten in der Geschichte

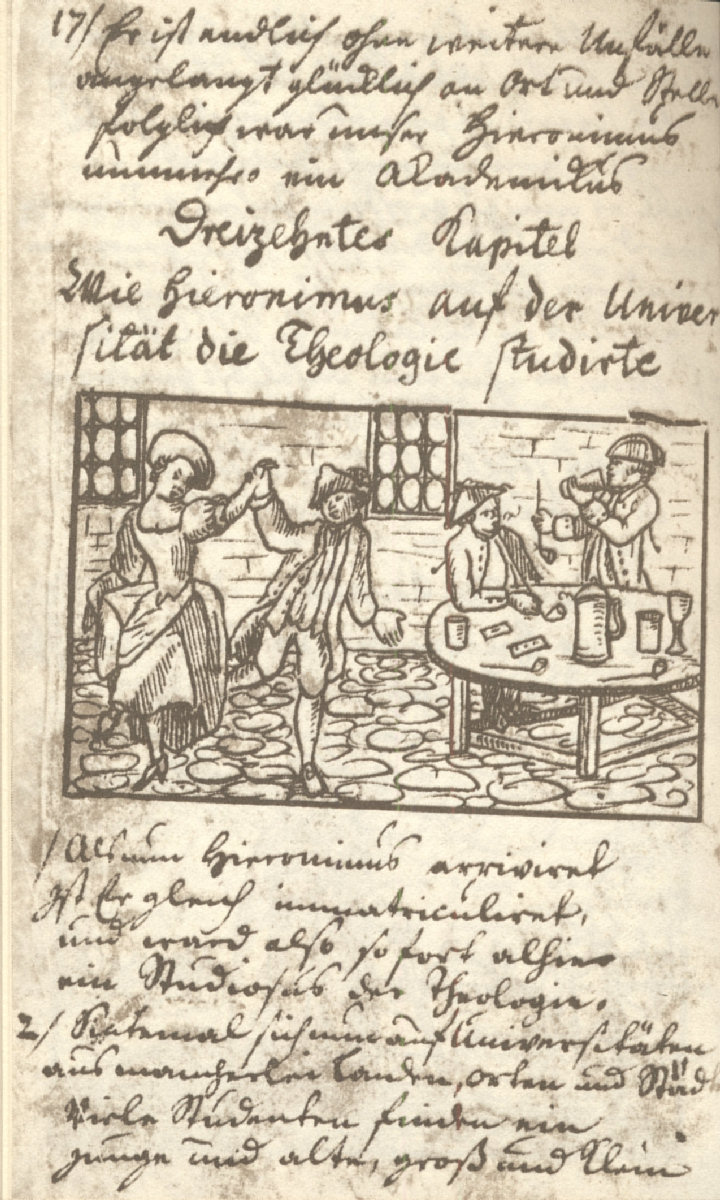
Manuskript der Jobsiade von Carl Arnold Kortum von 1783

Im Mittelalter, zur Entstehungszeit der Universitäten, taucht der Bummelstudent nicht im gesellschaftlichen Diskurs auf. Im Mittelalter stand der Student auch durch die Wohngemeinschaften (Bursen, Kollegien) mit Lehrern und Mitschülern in so engem Kontakt, dass ein Ausbrechen aus der Studiendisziplin auch nicht so leicht möglich war.
Wie aus der Literatur zu ersehen ist, wurde der Bummelstudent zu Beginn der Frühen Neuzeit schon aus moralisch-erzieherischen Gründen ein gern behandeltes Thema. Durch die gesellschaftlichen Umwälzungen wurde ein Universitätsstudium mit einem anspruchsvollen Abschluss zur Voraussetzung für eine zivile Führungsposition bei den Landes- und Kirchenverwaltungen der neu entstehenden Territorialstaaten. Sie waren die wichtigsten Arbeitgeber für Söhne aus gesellschaftlich angesehenen Familien, ja im Laufe der Zeit selbst für Adlige. Wer außerhalb des Militärs in Staat oder Kirche Karriere machen wollte, musste einen Universitätsabschluss vorweisen.

Pflanzschule der Büreaukratie, ungeregelte Trinkexzesse deutscher Studenten in einer Karikatur von 1851

Doch auch bei begüterten Familien waren die finanziellen Mittel nicht unbegrenzt und die Väter mussten dafür Sorge tragen, dass die Söhne mit den zur Verfügung stehenden Mitteln sorgsam umgingen. Wer Zeit und Geld vergeudete, konnte als Studienversager gebrandmarkt werden und musste sich mit wenig einträglichen Berufen durch den Rest seines Lebens schlagen.
Dazu kam, dass in der Frühen Neuzeit die Kontrollmöglichkeiten der Familien aufgrund der Entfernungen zu den Studienorten und den fehlenden Verkehrs- und Kommunikationsmitteln sehr gering waren. Auch wohnte der Student in dieser Zeit nur noch selten in universitären Wohngemeinschaften, so dass nur wenig Kontrolle seitens der Universitäten ausgeübt werden konnte. Der Student war in seiner Freizeit wahrhaftig frei. Viele konnten damit nicht umgehen und erlagen den Versuchungen des Wohllebens.
Die besondere Freiheit der Studenten in Deutschland ist auch dem amerikanischen Schriftsteller und Satiriker Mark Twain aufgefallen, als er im Sommer 1878 einige Monate in Heidelberg verweilte und darüber in seinem Werk A Tramp Abroad (deutsch Bummel durch Europa) schrieb. In den angelsächsischen Ländern ist es bis heute üblich, dass die Studenten im Doppelzimmer in speziellen Wohnheimen auf dem Universitätsgelände wohnen, was eine bessere Kontrolle der Lebens- und Studiengewohnheiten ermöglicht. Mark Twain wunderte sich, dass die Studenten sich an der Universität lediglich einschrieben und dann bei der weiteren Ausgestaltung des Studiums auf sich gestellt waren.
Seit den 1990er Jahren ist in ganz Europa, und damit auch im deutschen Sprachraum, ein verstärkter Trend zu bemerken, sich bei der Ausgestaltung des akademischen Studiums an angelsächsischen Lösungen zu orientieren. Dies hat auch zu einem vermehrten Bestreben geführt, die Studienleistungen besser zu kontrollieren, damit die Studenten ihr Studium schneller abschließen und früher dem Arbeitsmarkt zur Verfügung stehen. Einer der Gründe dürfte der zunehmende internationale Wettbewerb der einzelnen Länder und Wirtschaftsräume auf den globalisierten Märkten sein.
Das große Renommee einiger US-amerikanischer Hochschulen auf den Gebieten der Ingenieurwissenschaften und der Betriebswirtschaftslehre hat dazu geführt, dass sich die Hochschulen auf der ganzen Welt am amerikanischen Modell orientieren. Siehe dazu auch Bologna-Prozess und Studiengebühren.

## In der Literatur und Illustration

### Archipoeta

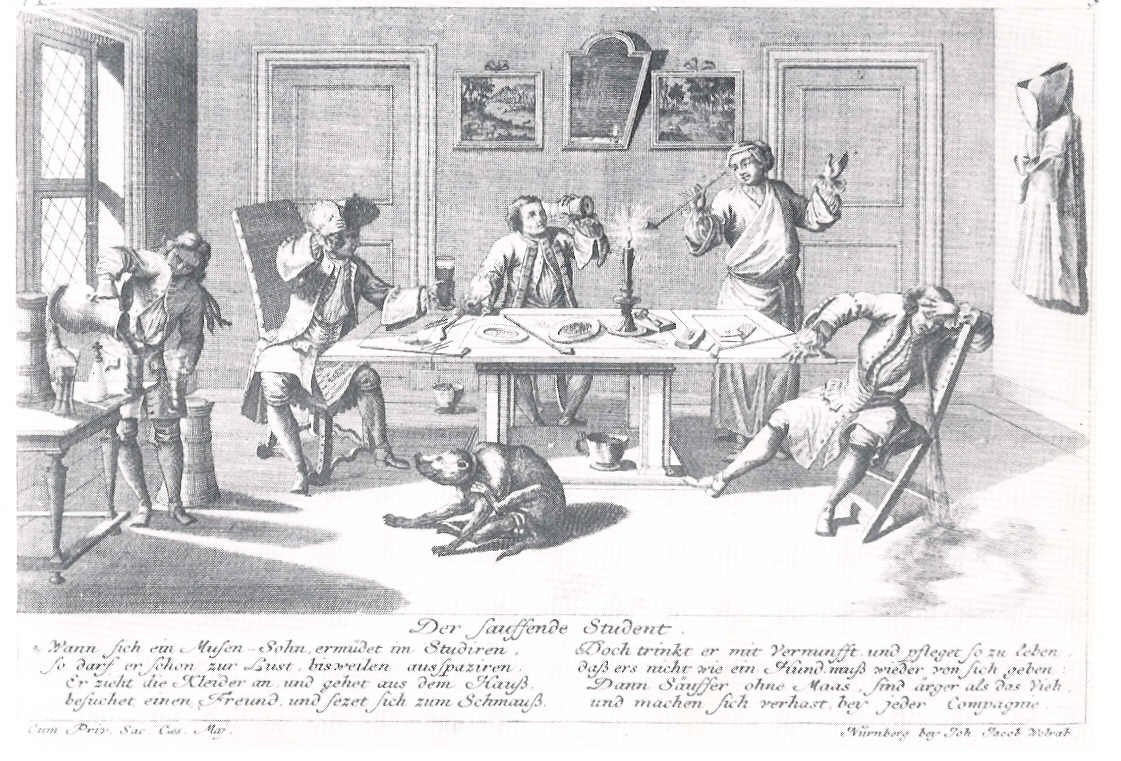
Der sauffende Student, Kupferstich von Johann Georg Puschner, 1725

Aus dem Mittelalter liegen nicht viele Berichte über Bummelstudenten vor. Am ehesten könnten noch die Hinweise in den Dichtungen des Archipoeta als solche gewertet werden. In seinen auf Latein geschriebenen Liedern berichtet er in der Ich-Form, dass er an der Schule von Salerno Medizin studiert hätte, sein Studium aber wohl aus gesundheitlichen Gründen hätte abbrechen müssen. In seinem zehnten Lied, der heute so genannten „Vagantenbeichte“ berichtet er von seinem lasterhaften Leben, das er auch schon als Student geführt hätte.
Via lata gradior, more iuventutis,

implico me vitiis, immemor virtutis,

voluptatis avidus, magis quam salutis,

mortuus in anima, curam gero cutis.
Ich gehe den bequemen Weg nach Art der Jugend,

Ich verstricke mich in Laster und denke nicht der Tugend,

Gierig nach der Lust, mehr als nach dem Heil,

Tot im Geiste, pflege ich meine Haut.
(Archipoeta, „Vagantenbeichte“, fünfte Strophe)
Der Archipoeta berichtet, dass er seinen Lastern nicht nur als junger Mann erlegen wäre, sondern ihnen auch im Berufsleben weiter nachgehangen sei. Speziell erwähnt er sexuelle Ausschweifungen und übermäßigen Alkoholgenuss.
Es ist allerdings eher unwahrscheinlich, dass dieser Text autobiografisch ist.

### Studentes

Studentes, Titelblatt der Erstausgabe (1549)

Im Jahr 1545 dichtete Christoph Stummel die welterste Studentenkomödie. In seinen Studentes (lat. „Studenten“) sind gleich zwei Bummelstudenten die Protagonisten. Ihnen wird zum Vergleich ein lernwilliger Erstsemester zur Seite gestellt.
Die drei Freunde Philomathes, Akrates und Akolastus gehen zusammen auf die Universität. Doch während Philomathes (was „Gernlerner“ bedeutet) artig die Vorlesungen besucht, lassen sich Akolastus und Akrates von anderen Bummelstudenten zum Aufenthalt in Wirtshäusern verleiten. Dort bringt Akrates sein Geld mit Alkohol, Kartenspiel und Freudenmädchen durch, sein Freund Akolastus verführt die Wirtstochter Deleasthisa und schwängert sie. Als ihre Väter davon erfahren, machen sie sich auf den Weg in die Universitätsstadt, um das Treiben der verlorenen Söhne zu beenden. Akolastus muss Deleasthisa heiraten, Akrates bekommt von seinem Vater frisches Geld zum Studieren. Ob er jedoch seine Lektion gelernt hat, bleibt am Ende des Lustspiels offen.

### Grobianus
Besonders in der Frühen Neuzeit wurde der Bummelstudent ein Thema in der Literatur, im Theater und im Bild. Lebensgeschichten gescheiterter oder beinahe gescheiterter Studenten erlangten teilweise hohe Popularität. Diese Werke wurden auch zur Belehrung der jungen Akademiker eingesetzt, um sie vor den Folgen allzu großer Nachlässigkeit im Studium zu warnen. Manche dieser Werke beziehen auch das Leben eines gescheiterten Studenten nach der Universitätszeit mit ein und schildern bescheidene und/oder abenteuerliche Karrieren.
Einer der frühen Autoren auf diesem Gebiet war Friedrich Dedekind. Sein Hauptwerk Grobianus (1549) erzählt zwar nicht explizit vom Leben an den Universitäten, aber die Tatsache, dass das Werk eindeutig erzieherischen Charakter hat und in Latein verfasst wurde, lässt auf die Zielgruppe Studenten schließen. Der Verfasser selbst war bei der Abfassung des Werkes Student in Wittenberg. Die Hauptfigur Grobianus zeichnet sich vor allem durch einen Mangel an zivilisierten Umgangsformen aus und wird als abschreckendes Beispiel dargestellt. Es geht hier nicht um eine Vernachlässigung der akademischen Studien, sondern darum, dass die Hauptfigur die von einem gebildeten Menschen erwarteten Handlungsweisen missen lässt und den jungen Lesern als eine Art von Gegenentwurf vorgeführt wird.
Das Werk wurde namengebend für die neue Literaturgattung des Grobianismus. Es wurde von Caspar Scheidt in deutsche Knittelverse übertragen und wurde so auch weiteren Bevölkerungskreisen zugänglich. Die eher volkstümliche deutsche Fassung erschien 1551 unter dem Titel Grobianus. Von groben Sitten und unhöfischen Gebärden. In einer neuen lateinischen Version von Dedekind aus dem Jahre 1552 erhielt Grobianus ein weibliches Gegenstück, das Werk hieß Grobianus et Grobiana. – Der Grobianus-Stoff erfreute sich großer Beliebtheit nicht nur in Deutschland, sondern auch in England. Im Jahre 1605 wurde der Grobianus als The Schoole of Slovenrie ins Englische übersetzt. Die Begeisterung hielt sich lange, noch im Jahre 1739 erschien eine neue englische Übersetzung.

### Cornelius Relegatus

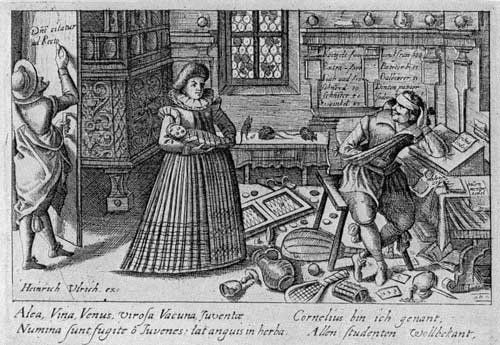
Cornelius bin ich genant, allen Studenten wolbekant, Kupferstichblatt aus dem Speculum Cornelianum von 1608/1618

Ein weiteres wichtiges Beispiel ist Cornelius Relegatus (lat. „der von der Universität verwiesene Cornelius“), auch „der verbummelte Cornelius“. Das Stück ist eine im Jahre 1600 beim Universitätsjubiläum in Rostock uraufgeführte Theaterkomödie von Albert Wichgreve (um 1575–1619), die in lateinischer Sprache auf satirische Weise die unrühmliche Laufbahn eines gescheiterten Studenten des 16. Jahrhunderts schildert und für lange Zeit die Ansichten der Öffentlichkeit vom Leben eines Bummelstudenten prägte. Gleichzeitig ist das Stück ein Dokument der akademischen Sitten und Gebräuche des ausgehenden 16. Jahrhunderts.
Die Komödie behandelt satirisch die akademische Laufbahn eines jungen Mannes namens Cornelius, der als junger Student an der Universität sofort allen dort vorhandenen Lastern erliegt und kläglich scheitert. Ein glücklicher Zufall bringt dann aber noch eine Wende, und die Geschichte bekommt ein Happy End.
Das Stück beginnt damit, dass Cornelius von den Eltern an die Universität geschickt wird, obwohl schon böse Vorahnungen die Familie plagen. An der Universität hat der junge Mann dann die zeitüblichen Aufnahmerituale der Deposition zu erdulden, bevor die Aufnahmeprüfung durch einen Professor und die Immatrikulation durch den Rektor erfolgen. Kaum immatrikulierter Student, beginnt Cornelius mit dem Lotterleben. Gleich das erste Trinkgelage endet mit nächtlichen Exzessen, es folgen Verhaftung und Verurteilung durch die akademische Gerichtsbarkeit. Als Nächstes wird Cornelius von seinen Gläubigern beim Rektor verklagt.
Danach häufen sich weitere Unglücksfälle: Cornelius wird auf zehn Jahre relegiert, das heißt von der Universität verwiesen, er erfährt, dass seine Eltern tot sind und er enterbt ist und dass ihm gerade ein uneheliches Kind geboren worden ist, für das er zu sorgen hat. Als er sich an einem von der Decke herabhängenden Strick erhängen will, reißt der Strick ein Loch in die Decke, aus dem dort verborgene Geldsäcke auf ihn herabfallen.
Er beschließt, sich zu bessern und sich mit dem Geld ein neues Leben aufzubauen. Sein Fürst setzt sich für ihn ein und der Rektor nimmt ihn wieder an die Universität auf.
Das Stück erzielte einen enormen Publikumserfolg mit außergewöhnlicher Langzeitwirkung, war aber das einzige Erfolgsstück seines Autors. Die zweite Auflage des Stückes erschien bereits im Jahre 1601 in Rostock, weitere folgten, im Jahre 1602 erschien eine Auflage in Leipzig. Schon 1605 verfasste Johann Sommer eine deutsche Version, die in Magdeburg mit dem Titel erschien:

„Cornelius relegatus, eine newe lustige Comoedia, welche gar artig der falschgenannten Studenten Leben beschreibet“

Im Jahr 1618 erfolgte eine Neuauflage der deutschen Fassung von Sommer. Andere Autoren verfassten ähnliche Studentenkomödien, um von dem Erfolg des Cornelius zu profitieren.
Die große Popularität des Cornelius Relegatus verlangte bald nach einer Umsetzung im Bild. So veröffentlichte der Künstler Jacob van der Heyden (1573–1645) in Straßburg in den Jahren 1608 und 1618 in mehreren Auflagen eine Kupferstichfolge mit dem Titel Speculum Cornelianum. Pugillus facetiarum iconographicarum (deutsch: „Cornelscher Spiegel. Ein handvoll drolliger Einfälle in Bildern“) und dem deutschen Untertitel „Allerhand Kurtzweilige Stücklein, allen Studenten furnemblich zu Lieb …“. Die einzelnen Blätter zeigten die wichtigsten Passagen des Theaterstückes. Im Jahre 1879 wurden die Blätter nachgedruckt.
Dem Thema widmete sich auch 1624 der Berliner Kupferstecher und Verleger Peter Rollos und publizierte 58 Kupferstichtafeln unter dem Titel Vita Corneliana emblematibus in aes artificiose incisa … (deutsch: „Corneliansche Lebensbeschreibung, mit kunstvollen Bildwerken in Kupfer geschnittenen …“), der deutsche Untertitel lautete „das ist das gantze Leben Cornelii, mit ausserlesenen gemelten in Kupfer gestochen …“

### Johann Georg Puschner
Unter dem Pseudonym Dendrono schuf der Nürnberger Kupferstecher Johann Georg Puschner wohl um 1725 eine studentengeschichtlich bemerkenswerte Bilderfolge von Kupferstichen, die sich mit dem Studentenleben der damaligen Zeit befasst. Die Universität Altdorf war damals die Universität der Freien Reichsstadt Nürnberg, und Puschner hatte mehrere Bildwerke über Altdorf erstellt, wofür er über Jahre hinweg oft in das kleine Städtchen gefahren war. Das Werk trägt den Titel Natürliche Abschilderung des academischen Lebens in gegenwärtigen Vierzehn schönen Figuren ans Licht gestellt von D. Die ersten sieben Kupferstiche zeigen in chronologischer Abfolge die typische akademische Laufbahn eines fleißigen und andächtigen Studenten bis zum Höhepunkt, der Promotion. Die zweite Hälfte der Blätter zeigt jedoch das Gegenteil, das Bild eines raufenden, saufenden und faulen Studenten, dessen studentische Laufbahn in Schuld und Verzweiflung endet.
Diese Bilder geben ein einmaliges Sittengemälde des studentischen Lebens im 18. Jahrhundert ab. Interessant ist dabei, dass die negativen Seiten des universitären Umfeldes und die charakterlichen Schwächen des Führungsnachwuchses der damaligen Zeit ebenso thematisiert werden wie Disziplin, Fleiß und der damit verbundene Erfolg. Puschner schildert bildhaft die Versuchungen, die sich dem charakterschwachen Studenten in den Weg stellen. Der Leser erfährt viel über die damaligen Möglichkeiten der Freizeitgestaltung und über die Laster der jungen Leute. Illustrativ sind schon die Titel der einzelnen Stiche: Der faule Student, Der sauffende Student, Der Courtesirende Student, Der Üppige Student und Der rauffende Student. Die beiden letzten Bilder zeigen in gnadenloser Konsequenz die Folgen des Fehlverhaltens. Die Titel lauten: Der in aller Still abziehende Student und Der desperate Student.
| Der in aller Still abziehende Student Wer die Debauchen liebt auf denen hohen Schulen, und suchet noch darbey um Frauen Gunst zu buhlen der fällt in Schand und Schuld. Die Mittel gehen aus, die edle Zeit ist hin; kein Geld kommt mehr von Haus. Wann Schuldner nebst der Hur nun einen Menschen dringen Was Wunder! Wenn sie ihn fast zur Verzweiflung bringen. Das beste Mittel ist bey diesem harten Stand: Er reiß in höchster Still heim in sein Vatterland. |
| „Der desperate Student So gehts, Wann Musen-Söhn im steten Luder liegen, sich nur an lauter Lust und keinem Buch vergnügen. Wann einer Tag und Nacht braviret, schmaußt und saufft, stets schwelget, reut und fährt, sich täglich balgt und raufft. So wandert alles fort: Der Leib verliert die Kräfften und tauget nicht einmal zu denen Kriegs-Geschäfften, greifft nach dem Bettelstab, zieht in der Still davon, und nimmt sich eine Hur, aus Desperation.“     |

### Die Jobsiade

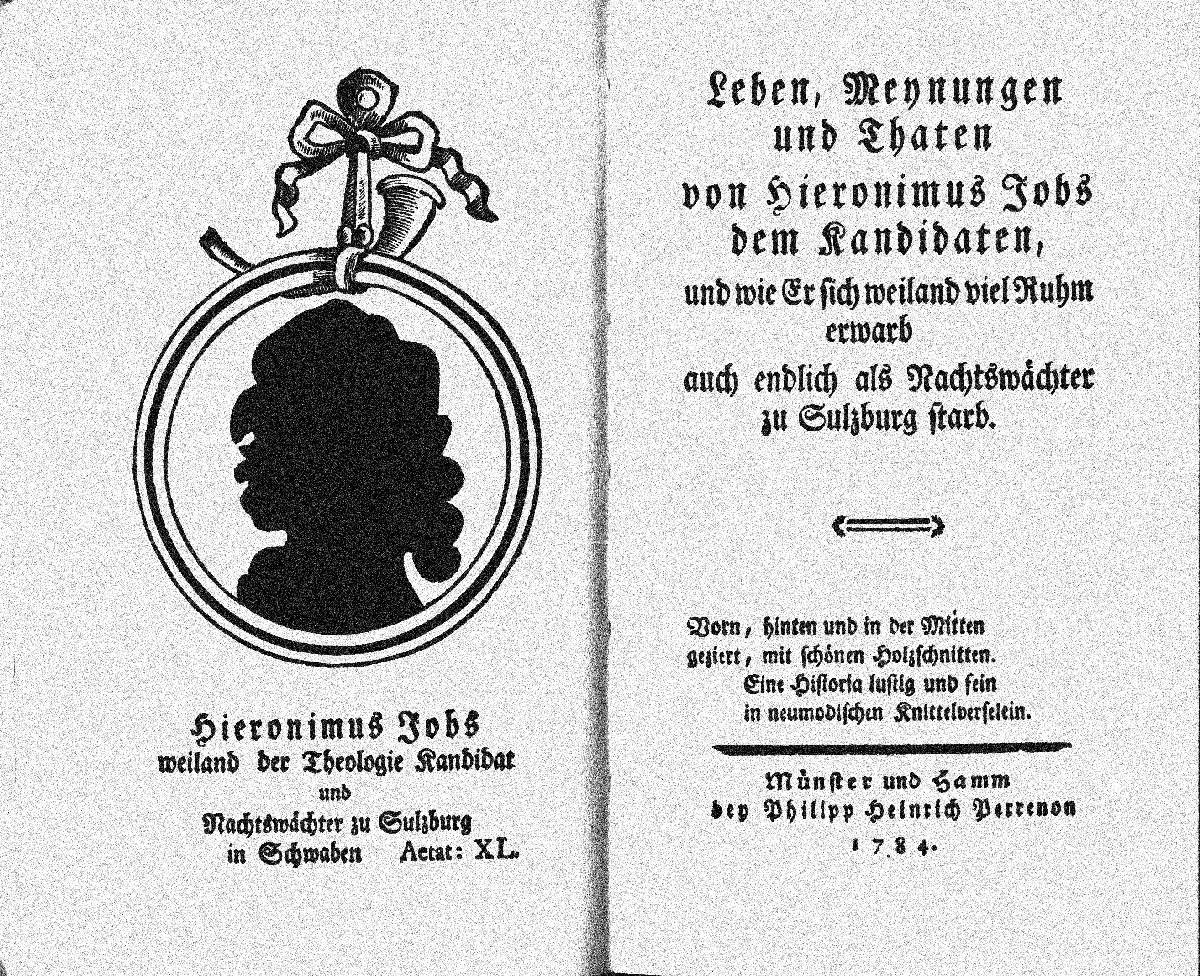
Titelseite der Erstausgabe der Jobsiade

Der Bochumer Bergarzt Carl Arnold Kortum (1745–1824) verfasste in den Jahren 1783 bis 1784 die populäre Satire Die Jobsiade, die das Leben des im Studium gescheiterten Hieronymus Jobs in Knittelversen beschreibt. Die Erstausgabe des Werkes erschien im Jahr 1784 unter dem Titel:

„Leben, Meynungen und Thaten von Hieronymus Jobs dem Kandidaten, und wie er sich weiland viel Ruhm erwarb auch endlich als Nachtwächter zu Sulzburg starb“

Das Werk erzählt die Geschichte des Theologiestudenten Hieronymus Jobs, der im Studium allen angebotenen Lastern nachgeht und schließlich im Examen kläglich scheitert. Die ihm von seinen Eltern avisierte Pfarrstelle in seinem Heimatort kann er so nicht annehmen und schlägt sich mit allerhand anderen Arbeiten durchs Leben.
1799 erschien eine überarbeitete und um zwei Teile erweiterte Fassung unter dem Gesamttitel „Die Jobsiade. Ein komisches Heldengedicht in drei Theilen“, gedruckt im Auftrag der Dortmunder Buchhandlung der Gebrüder Mallinckrodt. Der Name Kortums blieb unbekannt, bis 1854 in der siebten Auflage beim Verlag F. A. Brockhaus statt „D. C. A. K.“ der volle Name „Dr. Carl Arnold Kortum“ genannt wurde.
Joseph Haas schuf nach der Textvorlage von Ludwig Andersen die Komische Oper Die Hochzeit des Jobs, in der allerdings Hieronimus Jobs als Jurist statt als Theologe auftritt (Uraufführung 1943). Wolfgang Jacobi verfasste 1957 ein Bühnenstück Die Jobsiade für Schulaufführungen.

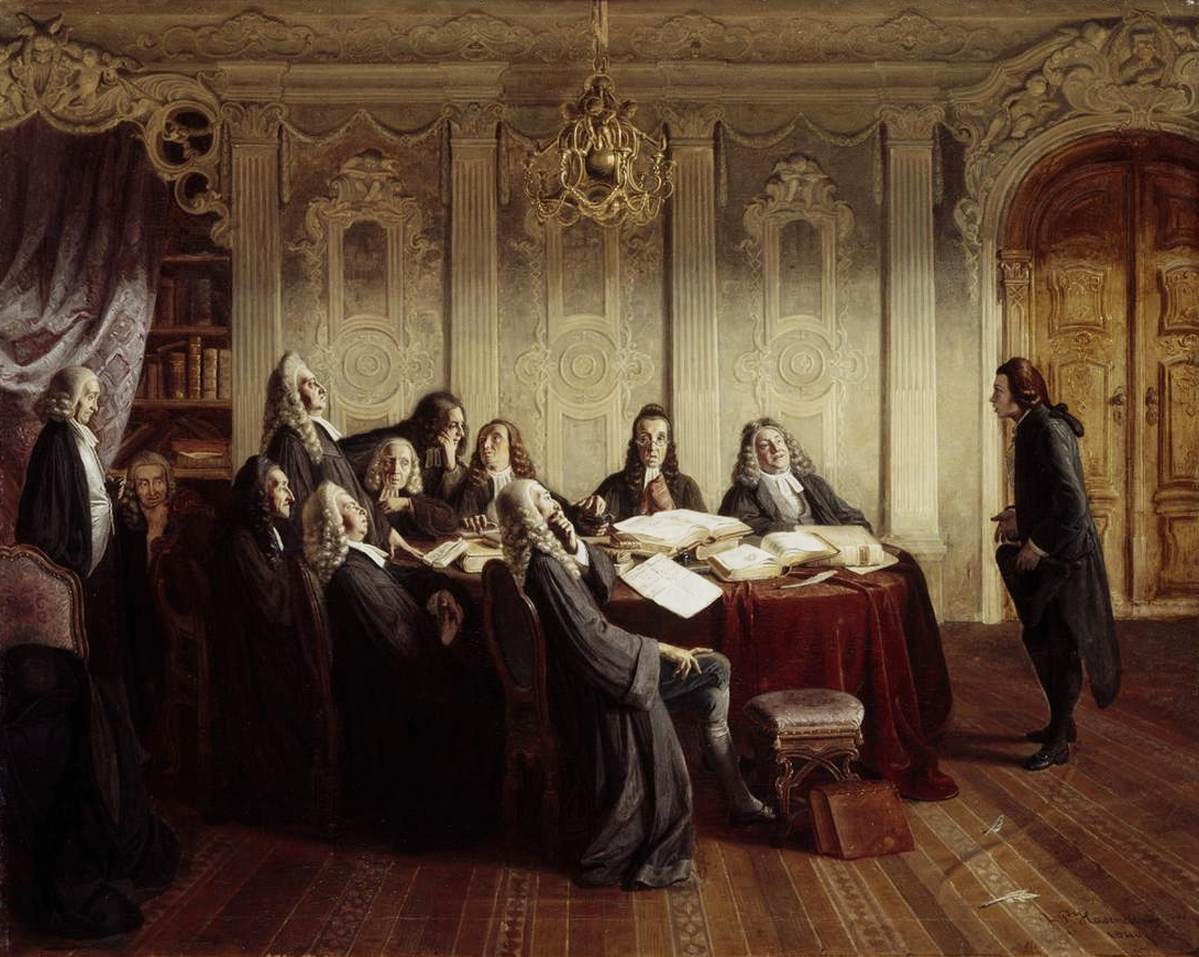
Johann Peter Hasenclever: Hieronymus Jobs im Examen, 1840

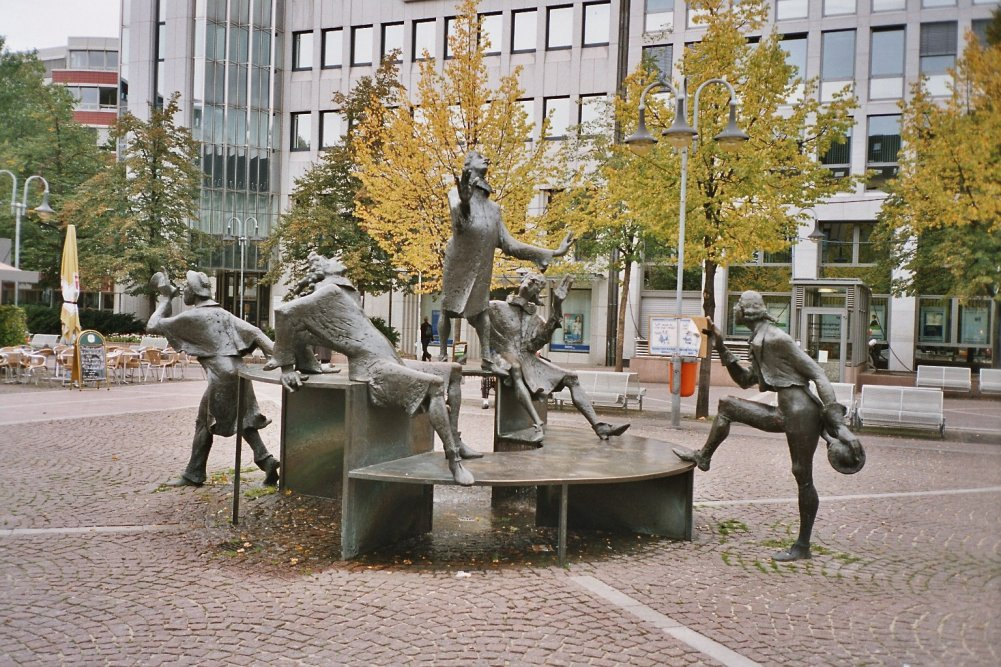
Ob der Antworten des Kandidaten Jobses geschah allgemeines Schütteln des Kopfes. Die Prüfungsszene aus der Jobsiade als Brunnenplastik in Bochum

Auch die Jobsiade von Kortum faszinierte bald die Bildkünstler. Sie inspirierte Wilhelm Busch (1832–1908) zum Beispiel im Jahre 1872 zu Bilder zur Jobsiade. Zuvor hat schon Johann Peter Hasenclever (1810–1853) mehrere Szenen des Stückes gemalt. Das Bild Hieronymus Jobs im Examen wurde von König Ludwig I. von Bayern erworben.
Der von der Deutschen Bank gestiftete Brunnen vor dem Landgericht Bochum stellt eine Prüfungszene des Kandidaten Jobs nach.

### Mark Twain
Als sich der amerikanische Schriftsteller und Satiriker Mark Twain im Sommer 1878 für einige Monate in Heidelberg aufhielt, fiel ihm das in Deutschland übliche, ungeregelte Universitätsleben auf. Er wunderte sich über die große Freiheit, die den Studenten bei der Ausgestaltung ihres Studiums gelassen wurde, was wohl auch zu einem gewissen Grade ausgenutzt wurde.

“One sees so many students abroad at all hours, that he presently begins to wonder if they ever have any working-hours. Some of them have, some of them haven’t. Each can choose for himself whether he will work or play; for German university life is a very free life; it seems to have no restraints. The student does not live in the college buildings, but hires his own lodgings, in any locality he prefers, and he takes his meals when and where he pleases. He goes to bed when it suits him, and does not get up at all unless he wants to. He is not entered at the university for any particular length of time; so he is likely to change about. He passes no examinations upon entering college. He merely pays a trifling fee of five or ten dollars, receives a card entitling him to the privileges of the university, and that is the end of it. He is now ready for business — or play, as he shall prefer. If he elects to work, he finds a large list of lectures to choose from. He selects the subjects which he will study, and enters his name for these studies; but he can skip attendance.”

„Man sieht zu jeder Stunde so viele Studenten auf der Straße, dass man sich manchmal fragt, wann sie eigentlich arbeiten. Einige tun es, andere nicht. Jeder kann für sich selbst entscheiden, ob er arbeiten oder sich in seinen Freizeitvergnügungen ergehen will; denn das deutsche Universitätsleben ist ein sehr freies Leben; es scheint wenig Vorschriften zu geben. Der Student wohnt nicht in College-Gebäuden, sondern mietet sich eine eigene Unterkunft, wo er gerade möchte, und er nimmt seine Mahlzeiten ein, wann und wo er will. Er geht zu Bett, wenn es ihm passt, und er steht nur auf, wenn er auch möchte. Er wird auch nicht für eine bestimmte Zeitspanne an der Universität aufgenommen; deshalb ist es auch wahrscheinlich, dass er mal wechselt. Er braucht zur Aufnahme an der Hochschule keine Prüfungen abzulegen. Er zahlt gerade mal eine Aufnahmegebühr von fünf oder zehn Dollar, erhält einen Ausweis, der ihm Zugang zu den Einrichtungen der Universität verschafft, und das war es auch schon. Er ist jetzt im Geschäft – oder im Vergnügen, ganz wie er will. Wenn er sich für die Arbeit entscheidet, findet er eine lange Liste von Vorlesungen, aus der er auswählen kann. Er wählt das Fach, das er studieren will, und trägt sich für das Studium ein; aber er kann beim Besuch der Vorlesungen auch mal aussetzen.“

Diese Beschreibung macht deutlich, dass die „akademische Freiheit“ eine typische Erscheinungsform des deutschen Sprachraums gewesen zu sein scheint, die von anderen Kulturen kaum verstanden wird.

### Der Bastian
Im Roman Der Bastian von Barbara Noack wird das Thema in moderner Form behandelt. Die Titelfigur hat zwar das Examen schon abgelegt, scheut aber die Aufnahme einer beruflichen Position und versucht den Einstieg ins Berufsleben möglichst hinauszuzögern.
Der Stoff wurde als mehrteilige Fernsehserie verfilmt und im Jahre 1973 mit großem Erfolg im ZDF gezeigt. Horst Janson in der Titelrolle verkörperte mit seinen langen blonden Haaren und der nachlässig-einfachen Jeans-Kleidung der damaligen Zeit den Typ des verantwortungsscheuen Jungakademikers, der weder den revolutionären Eifer der 68er-Bewegung noch den beruflichen Ernst des bevorstehenden Erwerbslebens aufwies.
Die Geschichte endet damit, dass der Bastian das mondäne München verlassen muss, um eine Tätigkeit als Grundschullehrer in der provinziellen Umgebung des Bayerischen Waldes aufzunehmen.